# Hoplocryptus byrsinus
Hoplocryptus byrsinus är en stekelart som först beskrevs av Henry Keith Townes, Jr. 1962.  Hoplocryptus byrsinus ingår i släktet Hoplocryptus och familjen brokparasitsteklar. Inga underarter finns listade i Catalogue of Life.